# جسر الزركة
جسر الزرگة جسر ستراتيجي كونكريتي جنوب غرب قضاء طوزخورماتو على مسافة 90 كيلومتراً شرق تكريت، يعبر الجسر فوق بحيرة الشاي، ويربط مناطق ينكجة وانجلي وعبود والزركة في قضاء الطوز بمناطق شرق تكريت، طول الجسر 1040 متراً وعرضه 15 متراً، فُجّر الجسر بيد تنظيم الدولة الإسلامية (داعش) في تشرين الأول سنة 2014، فأصبح مدمّراً بنسة 65%، ولا يزال العمل على إعماره.

## جدوى الجسر
في يوم 20 كانون الثاني سنة 2022، طلبَ حسن زين العابدين، قائممقام طوزخرماتو بإنشاء جسر حديدي بديل عن جسر الزركة وقال إن جسر الزركة تم له إجراء كشوفات هندسية متعددة لاعادة إعماره إلا أن الجسر انتهى فنياً، وإعمارُه يُعد هدراً للمال العام لما فيه من مشاكل فنية وهندسية بحسب تقارير لجان الكشف المختصة…ان الجسر قريب من سد العظيم وإن السد يرتفع عنه بمقدار خمسة أمتار ما يسبب غمر الجسر بالمياه أثناء امتلاء وفيضان السد وخروجه عن العمل.